# Padres de la Constitución
Como padres de la Constitución se conoce en España a los siete ponentes que se encargaron de la redacción de la Constitución española de 1978: 
- Por Unión de Centro Democrático (UCD), partido de gobierno durante la Legislatura Constituyente:
  - Gabriel Cisneros Laborda (1940-2007)
  - Miguel Herrero y Rodríguez de Miñón (1940-)
  - José Pedro Pérez-Llorca Rodrigo (1940-2019)

- Por el Partido Socialista Obrero Español (PSOE), principal partido de la oposición durante la misma etapa:
  - Gregorio Peces-Barba Martínez (1938-2012)

- Por el Partido Comunista de España (PCE):
  - Jordi Solé Tura (1930-2009)

- Por Alianza Popular (AP):
  - Manuel Fraga Iribarne (1922-2012)

- Por Minorías Catalana y Vasca (CDC, UDC, PSC-R, EDC y ERC):
  - Miquel Roca Junyent (1940-)

## Los siete ponentes

### Gabriel Cisneros Laborda
Perteneciente a Unión de Centro Democrático (UCD), en el momento de redacción de la Constitución, era diputado por el anterior partido y director general de Asistencia y Servicios Sociales en los Ministerios de Interior y Sanidad, cargos que mantuvo hasta 1979. 
En 1989 cambió de formación, pasó a ser diputado por Zaragoza como miembro del Partido Popular, donde ocupó un sillón en el Congreso como miembro de su Comité Ejecutivo Nacional. Desde 2004 era tercer vicepresidente del Congreso. Falleció el 27 de julio de 2007, tras una grave enfermedad.

### Manuel Fraga Iribarne
Diputado por Alianza Popular (AP) en aquel momento, partido del cual era miembro fundador. Fue ministro de Información y Turismo durante el franquismo, embajador en Londres, vicepresidente del gobierno para asuntos del Interior y ministro de Gobernación durante la Transición, líder de la oposición de 1982 a 1989, eurodiputado, presidente fundador del Partido Popular, y presidente de la Junta de Galicia desde 1990 hasta 2005, momento en que pasó a ocupar un escaño en el Senado hasta que, en septiembre de 2011, se retiró de la política activa. Falleció el 15 de enero de 2012, debido a una afección respiratoria.

### Miguel Herrero y Rodríguez de Miñón
Diputado de Unión de Centro Democrático (UCD) en el momento de redactarse la Carta Magna. Es de destacar su presencia en la vida académica, ya sea como colaborador de la Universidad Internacional Menéndez Pelayo o como miembro de la Real Academia de Ciencias Morales y Políticas. En la actualidad es miembro permanente del Consejo de Estado.

### Gregorio Peces-Barba Martínez
Durante la redacción de la Constitución diputado del Partido Socialista Obrero Español (PSOE), ocupó cargos de importancia a lo largo de su carrera como el de presidente del Congreso de los Diputados o el de secretario general del Instituto de Derechos Humanos. Desde 1990 hasta 2007 fue rector de la Universidad Carlos III y presidente del Alto Comisionado para el Apoyo a las Víctimas del Terrorismo desde 2004 a 2006. Catedrático de Filosofía del Derecho, era miembro de la Real Academia de Ciencias Morales y Políticas. Falleció el 24 de julio de 2012.

### José Pedro Pérez-Llorca Rodrigo
Cuando ayudó a redactar la Constitución era diputado por Madrid de Unión de Centro Democrático (UCD). Tras las elecciones de 1979 se convirtió en ministro de la Presidencia, dejando la vida política en 1982 al decidir centrarse en su profesión, abogado. Falleció el 6 de marzo de 2019.

### Miquel Roca i Junyent
Participó en la redacción del texto constitucional como diputado por Barcelona por parte de Minoría Catalana. Tras dejar la política se centró en su propio despacho de abogados, donde ocupa la presidencia del Consejo de Administración.

### Jordi Solé i Tura
Diputado del Partit Socialista Unificat de Catalunya (PSUC), partido catalán federado con el Partido Comunista de España (PCE), en el momento de redacción de la Constitución. En 1989 dejó su anterior partido para unirse al PSC; fue ministro de Cultura entre 1991 y 1993, y senador por el Grupo Socialista y por la Entesa Catalana de Progrés durante la legislatura 2000-2004. Falleció el 4 de diciembre de 2009.

## Historia
Como parte de la Transición española hacia la democracia, tras la muerte del dictador Francisco Franco, una de las tareas prioritarias de las Cortes fue la redacción de una constitución que sustituyera al entramado institucional creado por la dictadura. Para tal fin, la Comisión de Asuntos Constitucionales y Libertades Públicas del Congreso de los Diputados nombró una ponencia de siete diputados que fue encargada de elaborar un anteproyecto de constitución.
La Ley para la Reforma Política, Ley 1/1977, ofrecía la posibilidad de que la iniciativa de la reforma constitucional correspondiera al Gobierno o al Congreso de los Diputados, eligiéndose esta última opción. Para este fin se eligieron siete personas de diversos partidos políticos representados en el Congreso.
El empeño del PSOE por dejar fuera de la ponencia a Enrique Tierno Galván, llevó por una serie de razones técnicas a dejar fuera también a los nacionalistas vascos. Esta ausencia se pagaría a un precio muy caro: el Partido Nacionalista Vasco (PNV), como protesta ante la presencia del nacionalismo catalán y no de ellos, no votó la Constitución, quedando hasta el momento fuera del pacto constitucional, aunque lo acate.
Otra dificultad fue el hecho de que UCD no fuera un partido sino una coalición electoral: los tres ponentes de dicho partido tenían diferentes visiones de cada asunto y, además de tener que hacer cuentas con las numerosas tendencias que se habitaban en la coalición, siendo Fernando Abril Martorell vicepresidente del Gobierno para Asuntos Políticos, fue el personaje que más sed de protagonismo tuvo en este sentido.
Por otro lado, Peces-Barba y Fraga fueron extremadamente exigentes en sus pretensiones, llegando el primero a retirarse de la ponencia para forzar concesiones. Los mediadores fueron otros dos patriarcas de la Constitución, Miquel Roca y, paradójicamente, Jordi Solé Tura, del PSUC-PCE, que sentía, como Santiago Carrillo, la necesidad de dejar claro su sentido de la responsabilidad y la capacidad de los comunistas de llegar a un consenso.
Son abundantes las anécdotas sobre los numerosos debates a propósito del texto definitivo, siendo las relativas a las reuniones secretas hasta altas horas de la madrugada de Fernando Abril Martorell, de UCD, y Alfonso Guerra, del PSOE, las más numerosas. El motivo de estas reuniones era que el texto definitivo estaba siendo aprobado en la Comisión por una mayoría formada por UCD y AP, y esto no le era cómodo a UCD y a la Corona, que temían que se hablara de una constitución reaccionaria y que en el próximo programa electoral del PSOE figurara la revisión constitucional.
Por eso, Adolfo Suárez relevó del cargo de representante de la UCD ante la comisión al tímido Landelino Lavilla, cuyo brazo derecho era el ponente Miguel Herrero y Rodríguez de Miñón, e impuso a Fernando Abril Martorell, un extrovertido político.
El anteproyecto se discutió en la Comisión, y, posteriormente, discutido y aprobado por el Congreso de los Diputados. A continuación, se procedió al examen del texto del Congreso por la Comisión Constitucional del Senado y por el Pleno del mismo órgano.
La discrepancia entre el texto aprobado por el Congreso y el aprobado por el Senado hicieron necesaria la intervención de una comisión mixta Congreso-Senado, que elaboró un texto definitivo. El texto fue aprobado el 31 de octubre de 1978 en el Congreso por 325 votos a favor, 6 en contra (del diputado de EE y de diputados de AP) y 14 abstenciones (entre las que figuraban las del PNV), y en el Senado por 226 votos a favor, 5 en contra y 8 abstenciones.
Aprobado en referéndum, fue ratificado el día 6 de diciembre de 1978 con el 87 % de los votos a su favor, sancionado el día 27 del mismo mes por el rey Juan Carlos I, y publicado en el BOE el 29 de diciembre (se evitó el día 28 por coincidir con el día de los Santos Inocentes, tradicionalmente dedicado a las bromas). Desde 1986, cada 6 de diciembre es fiesta nacional en España, celebrándose el Día de la Constitución.
La Constitución de 1978 fue la primera que se alcanzó en España por consenso, un consenso ensayado en los Pactos de la Moncloa y hallado en pocas otras situaciones. A esto se suma su larga vigencia, solo superada por la Constitución de 1876
El 7 de octubre de 2003, con motivo del 25 aniversario de la Constitución que ellos colaboraron a crear, los padres de la Constitución hicieron público un manifiesto, la Declaración de Gredos, en la que pedían que se mantuviera el espíritu que permitió la creación de la Constitución, y que se alcanzara un consenso similar al de 1978 en caso de modificarse.
El 14 de junio de 2005, la Fundación Emilio Barbón les concedió el Premio Emilio Barbón por «la labor y el esfuerzo que realizaron, tendente al entendimiento y al consenso político en unas circunstancias sociales muy delicadas y en cuya tarea antepusieron la responsabilidad de Estado a sus propios intereses políticos e ideológicos.»